# Affection (álbum de Kumi Kōda)
Affection es el primer álbum de estudio lanzado por la cantante japonesa de J-Pop y R&B Kumi Kōda el 27 de marzo del año 2002 bajo el sello rhythm zone.

## Lista de canciones
El primer álbum de Kumi Koda tras dos años de haber debutado en Japón. Koda es la autora de cada uno de los temas presentes en el álbum, a excepción de "atomic energy", ya que es un instrumental.
El álbum se lanzó dos años después del debut original de la cantante con su primer sencillo "TAKE BACK", lo que se debió principalmente a que ninguno de los trabajos lanzados anteriormente tuvo ventas aceptables. El álbum fue lanzado poco después de "So Into You", el cual apenas logró entrar al Top 50 de las listas de los sencillos más vendidos, con poco más de mil mil copias vendidas, pero a pesar de esto no tuvo ventas tan lamentables, ya que logró vender casi cien mil copias. A pesar de que Koda nunca alcanzó un nivel de popularidad rotundo, y ni siquiera se había presentado a cantar uno de sus temas en televisión desde su debut en 1999 hasta el año del lanzamiento de su primer disco original de estudio, éste tuvo un desempeño considerado bueno en las listas de Oricon, debutando en el puesto n.º 12 en ventas semanales de álbumes, y vendiendo en total finalmente casi cien mil copias. 
Los sencillos del álbum "TAKE BACK" y "Trust Your Love" también fueron promocionados en clubs de música electrónica de los Estados Unidos, y ambos lograron llegar a los primeros lugares de los Dance Charts del Billboard americano. Las versiones en inglés grabadas de las canciones fueron incluidas en primera instancia para el álbum, pero en versiones remezcladas, y posteriormente dejaron de incluirse en su versión regular. La edición original del álbum con los remixes de los dos primeros sencillos ya se han hecho prácticamente imposible de obtener y sus precios han alcanzado altas ventas.
En la compilación de baladas de Koda BEST ~BOUNCE & LOVERS~ lanzada el 14 de marzo de 2007 fueron incluidos los temas "Your Song", "come back" y "walk". Este último tema, a pesar de no haber sido sencillo y no haber tenido ningún tipo de promoción, se infiere cuenta con gran aprecio de la artista, ya que es una de sus canciones predilectas para cantar en vivo en sus conciertos.
| N.º | Título                                | Letras            | Música           | Arreglistas(s)    | Duración |  |
| 1.  | «atomic energy»                       | Ken Harada        | Ken Harada       | Ken Harada        | 1:33     |  |
| 2.  | «Trust Your Love»                     | Koda Kumi         | Kazuhito Kikuchi | h-wonder          | 4:27     |  |
| 3.  | «Go Together»                         | Koda Kumi         | Kazuhiro Hara    | Kazuhiro Hara     | 4:40     |  |
| 4.  | «Your Song» (Original Mix)            | Koda Kumi         | Kaido            | h-wonder          | 5:18     |  |
| 5.  | «feel me»                             | Koda Kumi         | Miki Watanabe    | h-wonder          | 4:20     |  |
| 6.  | «COLOR OF SOUL»                       | Natsumi Watanabe  | Miki Watanabe    | h-wonder          | 4:28     |  |
| 7.  | «Best Friend Of Mine»                 | Koda Kumi         | Miki Watanabe    | Tetsuya Takahashi | 1:52     |  |
| 8.  | «My Dream»                            | Koda Kumi         | Motsu            | h-wonder          | 4:35     |  |
| 9.  | «So Into You»                         | Koda Kumi         | Yasuhiro Abe     | h-wonder          | 4:31     |  |
| 10. | «Till Morning Comes featuring VERBAL» | Koda Kumi, Verbal | Kaoru Okubo      | h-wonder          | 3:47     |  |
| 11. | «come back»                           | Koda Kumi         | Miki Watanabe    | h-wonder          | 5:36     |  |
| 12. | «TAKE BACK»                           | Koda Kumi         | Kazuhito Kikuchi | h-wonder          | 4:56     |  |
| 13. | «Can't Lose»                          | Koda Kumi         | Ken Harada       | h-wonder          | 3:51     |  |
| 14. | «walk»                                | Kumi Koda         | Kazuhito Kikuchi | Masaya Suzuki     | 5:06     |  |

| Bonus Tracks |                                                                 |           |                  |                 |          |  |
| N.º          | Título                                                          | Letras    | Música           | remix           | Duración |  |
| 15.          | «TAKE BACK "Jonathan Peters' Radio Mix" ~English Version~»      | Koda Kumi | Kazuhito Kikuchi | Jonathan Peters | 3:33     |  |
| 16.          | «Trust Your Love "Hex Hextor Main Radio Mix" ~English Version~» | Koda Kumi | Kazuhito Kikuchi | Hex Hector      | 3:09     |  |

- Datos: Q2741566